# Bontoc
Bontoc är en kommun och ort på ön Luzon i Filippinerna. Den är administrativ huvudort för Bergsprovinsen i Kordiljärernas administrativa region, och hade 24 798 invånare vid folkräkningen 2007. Kommunen är indelad i 16 smådistrikt, barangayer, varav endast en är klassificerad som urban.